# 元老院 (日本)

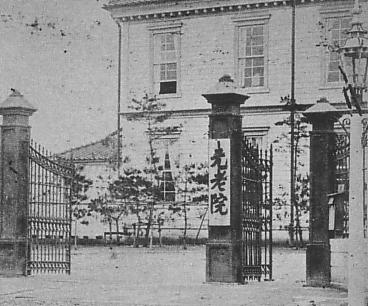
元老院

元老院（日语：／ Genrō-in）是日本明治時代的立法機構。
1875年，大久保利通、伊藤博文、木戶孝允、板垣退助等人根據大阪會議的共識，提出日本要施行立憲政體。隨後明治天皇頒佈立憲政體詔書，改左院為元老院。
元老院成員包括正副議長各一名、補佐幹事二名（1886年廢止），其他議官28名，共計32名。議長一般由左大臣兼任，但剛設置的時候議長一職處於空缺狀態，由副議長後藤象二郎代行議長職務。1875年，新設補佐幹事二名，由陸奧宗光、河野敏鎌擔任幹事。翌年，有栖川宮熾仁親王被任命為議長。
正院一直在壓制元老院的權力，正院假借1878年立志社之獄，將幹事陸奧宗光等人革職。1880年以後，元老院議官事實上已經沒有定額。1890年10月30日，日本舉辦帝國議會之後，廢除了元老院，改為貴族院。所有元老院議官都改為貴族院議員。